# Melajärvi
Melajärvi är en sjö i Finland. Den ligger i kommunen Enontekis i landskapet Lappland, i den norra delen av landet, 1 000 km norr om huvudstaden Helsingfors. Melajärvi ligger 452 meter över havet. Arean är 1,52 kvadratkilometer och strandlinjen är 7,73 kilometer lång. Sjön  ingår i Torne älvs huvudavrinningsområde.   Omgivningarna runt Melajärvi är i huvudsak ett öppet busklandskap. Den sträcker sig 2,2 kilometer i nord-sydlig riktning, och 1,8 kilometer i öst-västlig riktning.